# Fabrice Ondoa
Joseph Fabrice Ondoa Ebogo (Yaoundé, 1995. december 24. –) kameruni válogatott labdarúgókapus, a KV Oostende játékosa. Unokatestvére, André Onana a Manchester United labdarúgója.

## Sikerei, díjai
- Kamerun
  - Afrikai nemzetek kupája: 2017